# Manuel Rivera-Ortiz

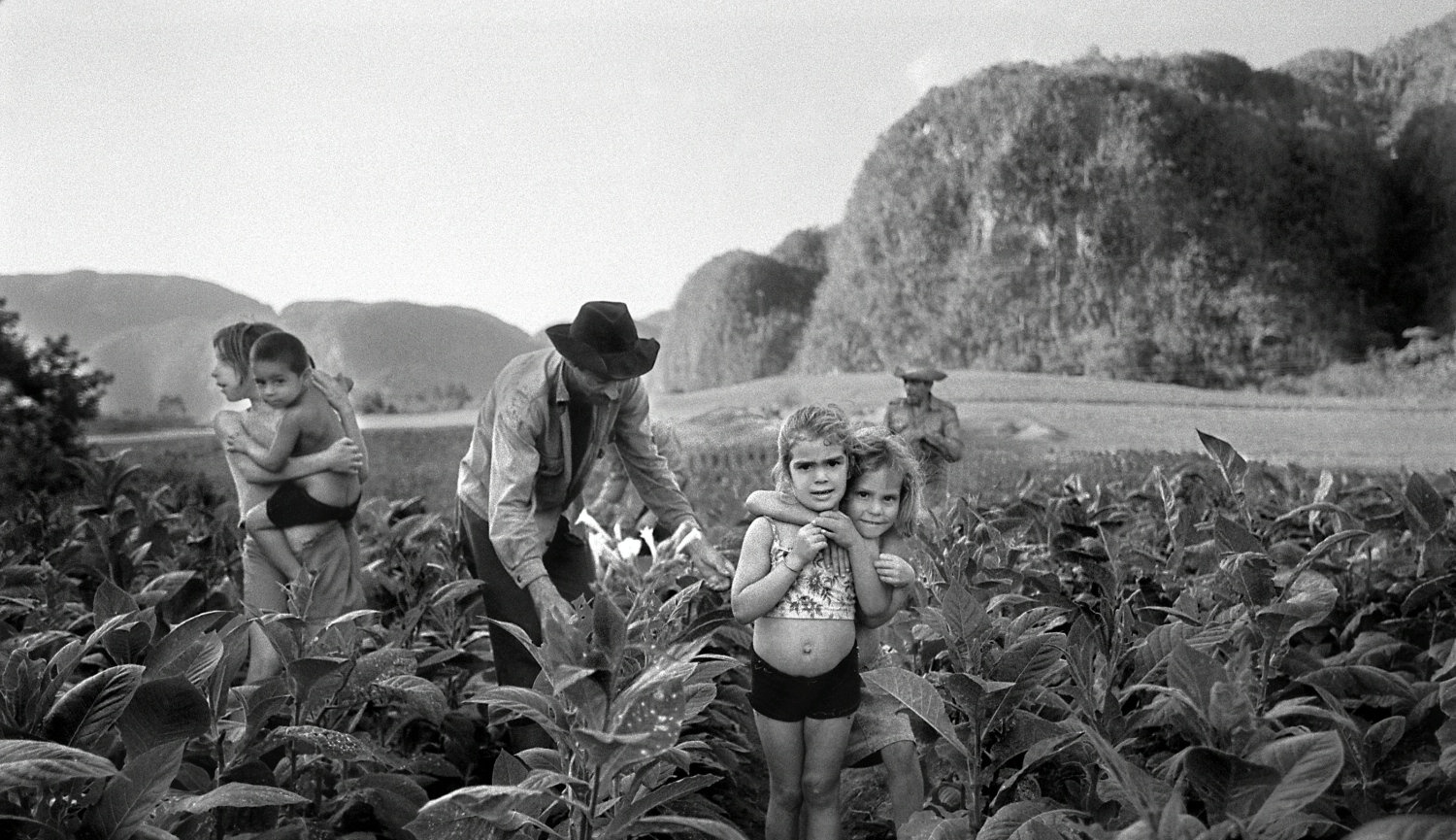
Dohánybetakarítás, Valle de Viñales, Kuba, 2002

Manuel Rivera-Ortiz (Guayama, Puerto Rico, 1968. december 23. –) amerikai fotográfus, a humanista fényképezés egyik jelentős képviselője. Művei a George Eastman House gyűjteményében is megtalálhatók. 2007-ben megkapta Nagy-Rochester Művészeti és Kulturális Tanácsa „Az év művésze” díját.